# Viergeteilt im Morgengrauen
Viergeteilt im Morgengrauen (internationaler Titel: Quartered at Dawn) ist ein deutscher Horrorkurzfilm von Norbert Keil aus dem Jahr 1999 mit englischen Untertiteln.

## Allgemeines
Der Kurzfilm war Keils erster, der Öffentlichkeit zugänglicher Film. Der 14-minütige No-Budget-Streifen mit Minh-Khai Phan-Thi, Florian Wagner und Michou Pascale Anderson wurde bei der Aquarius Filmproduktion produziert; Produzent war Roland Lippoldmüller, die Filmmusik schrieb Philipp F. Kölmel und als Maskenbildner wirkte Georg Korpás an der Produktion mit. Keils Regieassistentin war Ann-Kristin Reyels, damals noch unter ihrem Mädchennamen Wecker. Den Killer, dessen Gesicht im Film nur ganz kurz zu sehen ist, spielen laut Abspann abwechselnd Frank Böer, Gregor Hutz, der am Set beteiligte Lichttechniker Stefan Sikora sowie Klaus Zimmermann.

## Handlung
Der Film zeigt im Wesentlichen zwei voneinander getrennte Szenarios, die dennoch in unmittelbarer Nähe voneinander stattfinden, wechselweise eingeblendet werden und erst zum Schluss miteinander verschmelzen. Auf der einen Seite sind dort Sarah und Marc, ein junges Paar, das an einem schönen Wintermorgen irgendwo im verschneiten Alpenvorland auf der Rücksitzbank eines alten Mercedes innig und zunehmend leidenschaftlicher Zärtlichkeiten austauscht. Bereits zu Beginn der Szene vernimmt der Zuschauer einen lauten Knall in der Umgebung des Fahrzeugs. Das zweite Ereignis erklärt diesen Knall: ein zwischen Bäumen verkeiltes, qualmendes Autowrack mit einer schwer verletzten Fahrerin, die sich aus dem Fahrzeug befreien kann und im Schnee zusammenbricht.
Während das Szenario im Mercedes sich fast ausschließlich auf das leidenschaftlich miteinander beschäftigte Paar konzentriert, ereignen sich am Unfallort mysteriöse Dinge. Das immer noch im Schnee liegende Unfallopfer greift plötzlich panisch um sich, scheint etwas im Mantel zu suchen, reißt die glassplitterverletzte Hand vor das Gesicht und stößt einen Schrei aus. Sie kann den Glassplitter mit dem Mund aus ihrer Hand ziehen, kriecht zurück in ihr Fahrzeug und greift dort nach einer Pistole. Die Verletzte verlässt das Fahrzeug, fällt wieder in den blutverschmierten Schnee und verliert dabei die Pistole. Ein mattschwarzer Ford Mustang nähert sich dem Unfallort und es steigt ein mit einer Axt bewaffneter Mann aus dem Auto. Er bewegt sich auf die verletzte Frau zu, die sich spontan erhebt und die Pistole auf den Mann richtet, aber von diesem mit der Axt niedergeschlagen wird. Sie verliert wieder ihre Pistole und stößt erneut einen Schrei aus. Der Mann hackt dem Unfallopfer einen Fuß ab. Die Frau kann die Pistole greifen und erschießt ihren Peiniger. Sie bleibt schwer verletzt im Schnee liegen.
Marc hat den Knall des Unfalls und die Schreie des Opfers wahrgenommen, Sarah zeigt aber wenig Interesse daran, dass Marc sich auf etwas anderes als sie konzentrieren könnte. Nachdem das Paar fertig ist, bekleiden sich beide wieder, zünden sich Zigaretten an und treten die Heimfahrt an. Beim rasanten Zurücksetzen mit dem Mercedes steigt Marc aus irgendwelchen Gründen spontan in die Bremsen und kommt unmittelbar vor dem Kopf der von ihm unbemerkten Verletzten zum Stehen. Das Opfer ist noch am Leben und versucht die jetzt unter dem Hinterreifen des Autos liegende Pistole zu greifen. Marc setzt erneut kräftig zurück, spürt einen Ruck im Auto und kommt wieder zum Stehen. Die auf der Heckablage des Mercedes befindliche „Stan Marsh“-Stoffpuppe fällt bedingt durch den Ruck auf die Rücksitzbank herunter. Weiter bemerkt das offensichtlich überglückliche Paar nichts von dem sich soeben ereigneten Unglück hinter bzw. unter dem eigenen Fahrzeug. Sie fahren vorwärts los, lachend vor Glück und zurück bleibt die Leiche der Frau im blutverschmierten Schnee.
Es folgt der Abspann, der durch die Einblendung einer Kussszene des fahrenden Paares eingeblendet wird. Sie fahren auf den auf der Straße vor ihnen mit offener Tür stehenden schwarzen Ford Mustang zu. Links daneben, leicht abseits der Straße, ein Suzuki Vitara. Für die Fortsetzung des Abspanns wird die Szene wieder ausgeblendet, der Zuschauer hört ein Reifenquietschen und ein Aufprallgeräusch. Danach sieht man Marc verstört auf den Suzuki zulaufen. Die Tür des verunfallten Geländewagens ist geöffnet und verbeult, daneben eine Blutlache im Schnee – es ist das Unfallauto der Frau. Auch Sarah ist bei dem Anblick sichtbar erschüttert. Marc dreht sich um, seine Gesichtszüge verändern sich. Man hört ein Hiebgeräusch, Sarah zuckt und nimmt danach unter sich in den Schnee tropfendes Blut wahr. Erschrocken sagt sie zu Mark, dass da irgendetwas sei. Marc erwidert: „Ich hab's dir doch gesagt.“ Der Killer mit der Axt erscheint im Bild und holt aus … das Bild wird zerstückelt, dann folgt der ausführliche Abspann.
_________________
1. ↑  Die Unfallumgebung ist hier nicht ganz so verheerend dargestellt wie zuvor.

## Aufführungen und Veröffentlichungen
Die deutsche Uraufführung fand im August 1999 beim Fantasy Film Festival statt. In den Vereinigten Staaten wurde der Film erstmals am 4. November 2000 beim Fort Lauderdale International Film Festival gezeigt und unter anderem auch bei der Midnight-Madness-Veranstaltung auf dem Toronto International Film Festival.
Der Film wurde offiziell ins Vorprogramm bei der Aufführung von Scream 3 (2000) in den deutschen Kinos gewählt und hatte damit verbunden am 22. Juni 2000 sozusagen Kinopremiere. Viergeteilt im Morgengrauen lief 2002 als „Shocking Short“ beim Pay-TV-Sender Premiere World (13th Street).
Zudem wurde der Kurzfilm als Extra auch auf folgenden DVDs veröffentlicht:
- auf deutschen Filmverleih-DVDs von Scream 3:
(jeweils mit Audiokommentaren von Norbert Keil, Roland Lipoldmueller, Minh-Khai Phan-Thi, Florian Wagner, Philipp Koelmel und Sounddesigner Wolfgang Lechenmeyr)
  - Kinowelt, 2000 und 2001; FSK 16
  - MAWA/VCL/Kinowelt – Trilogie-Box Scream 1–3, 2001; FSK 18
  - Kinowelt – „Special Edition“ sowie „Star Metalpak“ der Trilogie-Box Scream 1–3, 2004; FSK 18
- auf den DVDs zu Keils Kinofilm … von wegen! (2005)
  - Cult Movies, 2007; FSK 16
  - Starmedia Home Entertainment, 2008; FSK 16[2]

2010 wurde der Film auf dem DragonCon Independent Film Festival gezeigt. 2012 veröffentlichte Regisseur Norbert Keil den kompletten Film im Video-Portal vimeo.

## Soundtrack zum Film
(enthalten auf den DVD-Versionen; Musik: Philipp F. Kölmel; Gesang: Florian Wagner)
1. Main Title – Viergeteilt
2. Im Morgengrauen
3. End Credits – Ouch, that hurts!
4. Viergeteilt im Morgengrauen – Remix